# Dan Bilzerian
Brandon Dan Bilzerian (ur. 7 grudnia 1980 w Tampa) – amerykański aktor, osobowość internetowa, hazardzista, instagramer, venture capitalist i amatorski pokerzysta.

## Kariera pokerowa
W 2009 roku zagrał w turnieju World Series of Poker, który ukończył na 180. miejscu, wygrywając 36 626 dolarów. Jest współzałożycielem internetowego poker roomu Victory Poker. W 2010 został wybrany jednym z najśmieszniejszych pokerzystów na Twitterze przez Bluff Magazine. W marcu 2011 Bilzerian wygrał wyścig z prawnikiem Tomem Goldsteinem, z którym założył się o 385 tys. dolarów. Bilzerian prowadził AC Cobrę z 1965, Goldstein Ferrari 458 Italia.
W listopadzie 2011 razem z dziesięcioma innymi graczami takimi jak Tobey Maguire, Nick Cassavetes czy Gabe Kaplan, został wezwany do zwrócenia pieniędzy wygranych w pokera z Bradleyem Rudermanem, naciągaczem tworzącym piramidę finansową. Pieniądze miały pomóc poszkodowanym oszukanym przez Rudermana w czasie swojej kryminalnej kariery. Tego samego roku Bilzerian publicznie wstawił się za Alexa Rodrigueza oskarżonego o nielegalny hazard twierdząc, że Rodrigeza nie było w miejscu rzekomo popełnionego przestępstwa. Od grudnia 2020 jest ambasadorem poker roomu online GGPoker. W czerwcu 2021 zadebiutował pokerowy format stworzony przez Dana Bilzeriana - Battle Royale. 

## Kariera filmowa
Był kaskaderem na planie filmowym dreszczowca sensacyjnego Olimp w ogniu (2013) z Gerardem Butlerem i Morganem Freemanem. Po raz pierwszy wystąpił w roli aktorskiej jako Healy w biograficznym dramacie sensacyjnym Petera Berga Ocalonym (2013) u boku Marka Wahlberga. Następnie wziął udział w komedii romantycznej Nicka Cassavetesa Inna kobieta (2014) jako przystojniak w barze z Cameron Diaz, filmie kryminalnym Antoine’a Fuqui Bez litości (2014) w roli faceta Teddy’ego (Marton Csokas), komedii sensacyjnej Johna Stockwella Uciekający kociak 2 (Cat Run 2, 2014) jako Cordray ze Scottem Mechlowiczem, dreszczowcu Ocalenie (Extraction, 2015) jako Higgins z Bruce’em Willisem.

## Życie prywatne
Urodził się w Tampie na Florydzie jako syn Terri Lee (z domu Steffen) i Paula Aleca Bilzeriana, specjalisty ds. przejęć korporacyjnych z Wall Street. Jego ojciec jest w połowie pochodzenia ormiańskiego, a jego inne korzenie obejmują francusko-kanadyjskie. Jego matka ma pochodzenie szwajcarsko-niemieckie i norweskie. Ma młodszego brata Adama (ur. 1983), który również grał w pokera. Uczęszczał do Gaither High School, a następnie przez cztery lata studiował na kierunku biznes i kryminologia na Uniwersytecie Florydy (2007).
Bilzerian przez cztery lata służył w Marynarce Wojennej Stanów Zjednoczonych (US Navy). W 1999 zaciągnął się do wojska, gdzie przechodził podstawowy kurs niszczenia podwodnego. Twierdzi, że został z niego wyrzucony dwa dni przed zakończeniem szkolenia. Dostał honorowe zwolnienie z wojska. Bilzerian miał dwa zawały przed ukończeniem 30 lat. Jest kolekcjonerem broni.
W czerwcu 2015 Bilzerian ogłosił swoją kandydaturę na prezydenta Stanów Zjednoczonych w wyborach w 2016. Po niejasnym zakończeniu kampanii, Bilzerian poparł Donalda Trumpa, chwaląc niefiltrowane i politycznie podburzające wypowiedzi Trumpa.